# Максимович, Степан Петрович
Степан Петрович Максимович (?—1788) — генерал-майор, герой русско-турецкой войны 1768—1774 годов.

## Биография
Обстоятельства его ранних лет жизни не выяснены.
Военную службу проходил в кавалерии. В 1768—1774 годах состоял в чине секунд-майора в Ростовском карабинерном полку и принимал участие в русско-турецкой войне, за отличие был произведён в премьер-майоры и 1 ноября 1770 года награждён орденом св. Георгия 4-й степени (№ 53 по кавалерскому списку Судравского и № 52 по списку Григоровича — Степанова)
За отличную храбрость и мужество при штурмовании Бендерской крепости и предводительство штурмующих гренадер, пока занял у неприятеля одну батарею и один бастион.
По окончании войны был переведён в Малороссийский Лубенский полк и последовательно получил чины подполковника, полковника и генерал-майора (в 1786 году).
С открытием в 1787 году новой русской-турецкой войны Максимович состоял при Екатеринославской армии и был убит при штурме Очакова 6 декабря 1788 года.